# Jama kaNdaba
Jama KaNdaba fue un importante líder del clan Zulú en el siglo XVIII, siendo el padre de Senzangakhona kaJama, y abuelo de Shaka Zulu, el líder guerrero que transformó el clan Zulu en una gran nación. Su mandato ocurrió durante una época de consolidación para el clan Zulu, aunque su legado se ve más destacado por sus descendientes.

## Biografía
Jama kaNdaba sucedió a su padre, Ndaba kaMageba, como jefe del clan Zulu. Durante su liderazgo, la tribu aún era relativamente pequeña y no tan influyente en comparación con los grandes reinos vecinos. Sin embargo, Jama fortaleció la cohesión interna del clan, estableciendo las bases para el crecimiento posterior bajo el mando de su hijo y su nieto.
El principal legado de Jama fue su hijo Senzangakhona kaJama, que continuó expandiendo el clan Zulu. Sin embargo, sería su nieto, Shaka Zulu, quien cambiaría radicalmente la historia del pueblo Zulu, convirtiendo la tribu en una poderosa nación que dominó gran parte del sur de África a principios del siglo XIX.

## Descendientes
1. Senzangakhona kaJama – Su hijo, padre de Shaka Zulu.
2. Shaka Zulu – Su nieto, quien elevó al clan Zulu a una posición dominante en la región.